# Amsterdam-Est
Amsterdam-Est (en néerlandais : Amsterdam-Oost), est l'un des huit stadsdelen (arrondissements) d'Amsterdam. Il est créé sous sa forme actuelle en 2010 à la suite de la fusion des arrondissements Oost-Watergraafsmeer et Zeeburg. En 2015, il compte 128 690 habitants.

## Histoire

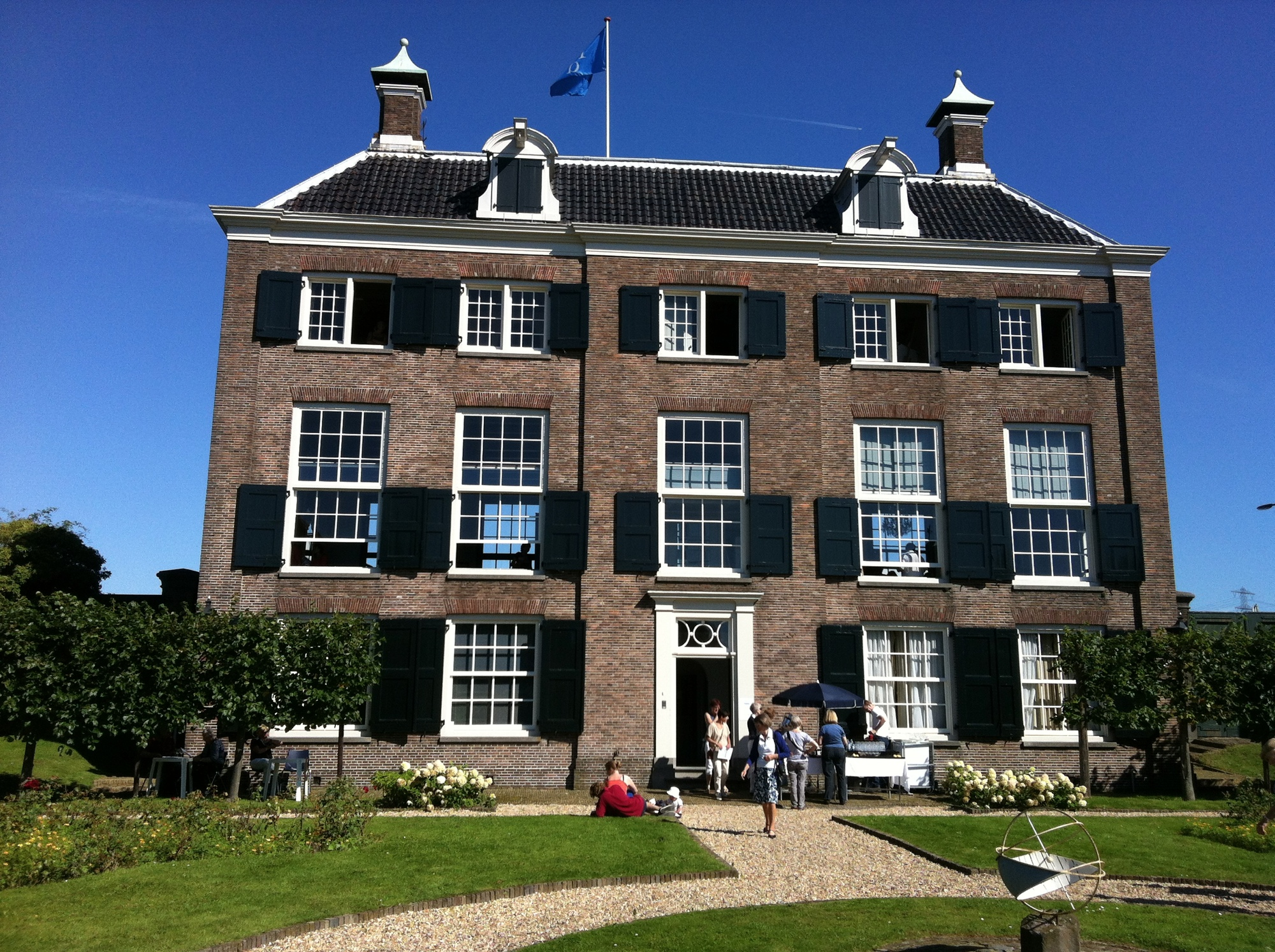
La Gemeenlandshuis, monument national no 878, non loin du canal d'Amsterdam au Rhin, bâtie en 1727.

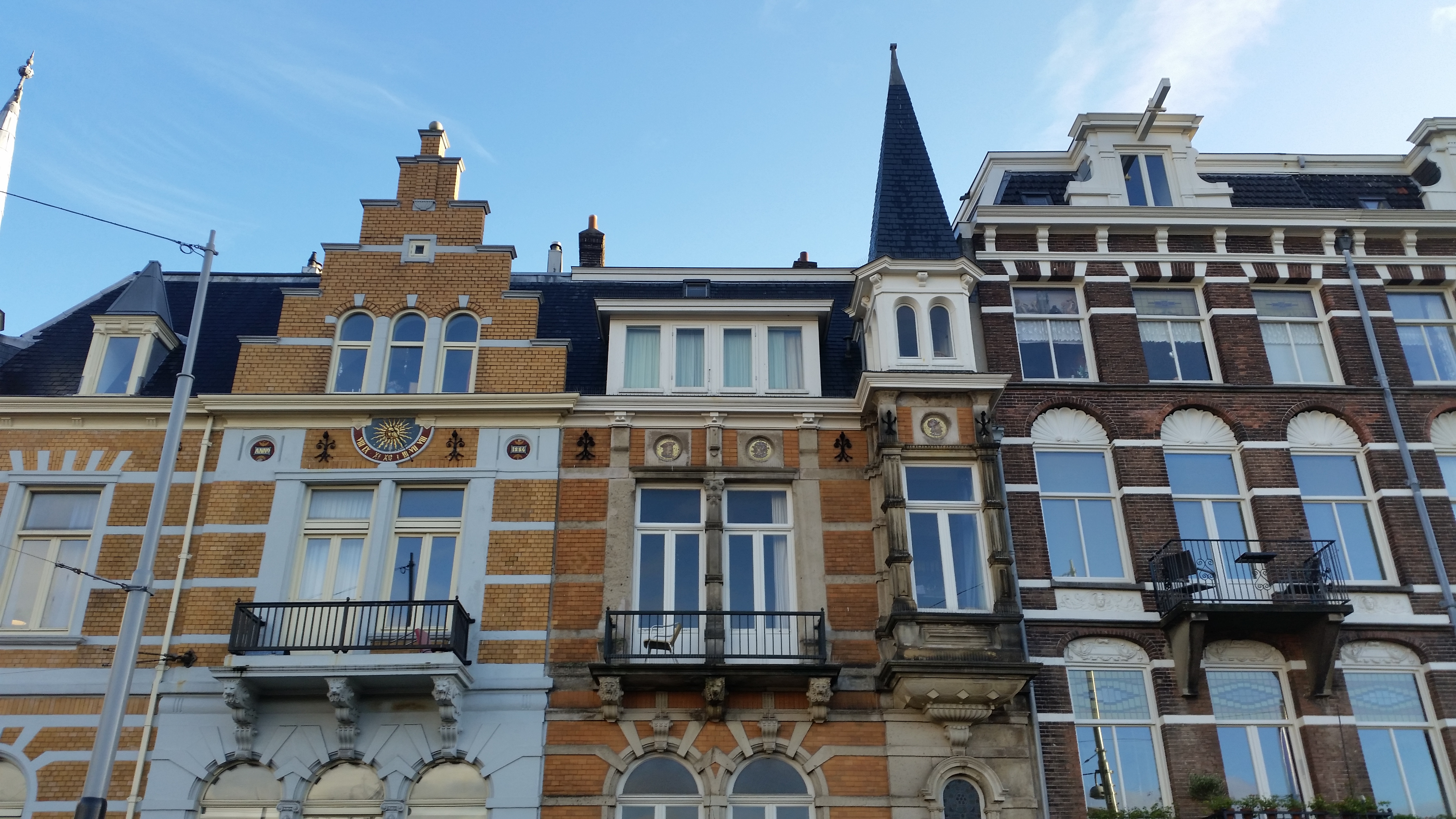
Le quartier de la Weesperzijde, dans le nord-ouest de l'arrondissement.

La dénomination d'Amsterdam-Est correspond à la partie de la ville d'Amsterdam située à l'est du Singel et de l'arrondissement Centre.
Le développement des quartiers commence dans le dernier quart du XVIIIe siècle et s'accélère avec le développement de l'Indische buurt (quartier des Indes) et du Dapperbuurt au début du XXe siècle. L'extension de la ville vers l'ouest continue au XXIe siècle avec le Science Park et IJburg.

## Géographie

### Localisation
Bordé par les arrondissements Centre, Nord et Sud, il est également limitrophe avec les communes de Diemen au sud-est, d'Ouder-Amstel au sud et d'Amstelveen au sud-ouest.

### Infrastructures
L'Institut royal des Tropiques et le Tropenmuseum, bordant l'Oosterpark, figurent parmi les principaux marqueurs géographiques de l'arrondissement. Le Dappermarkt, marché quotidien, est également réputé des habitants de la capitale, tout comme le Park Frankendael et le Diemerpark, respectivement au sud et à l'est de l'arrondissement. L'arrondissement, outre trois lignes de métro (51, 53 et 54), est desservi par trois gares ferroviaires : Amstel, Muiderpoort et Science Park.

## Galerie

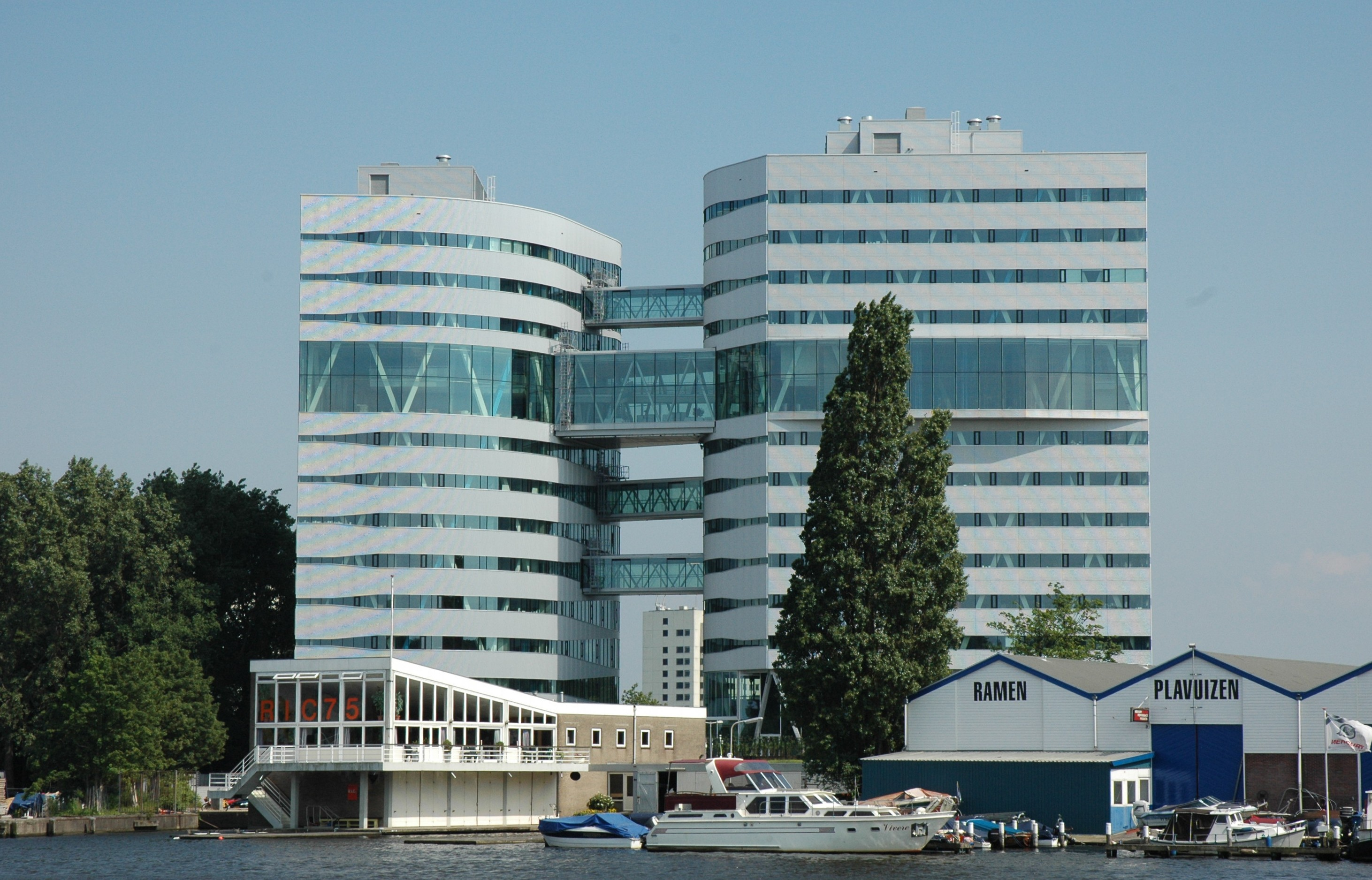
Siège de Waternet, entreprise publique fournissant l'eau potable à Amsterdam.
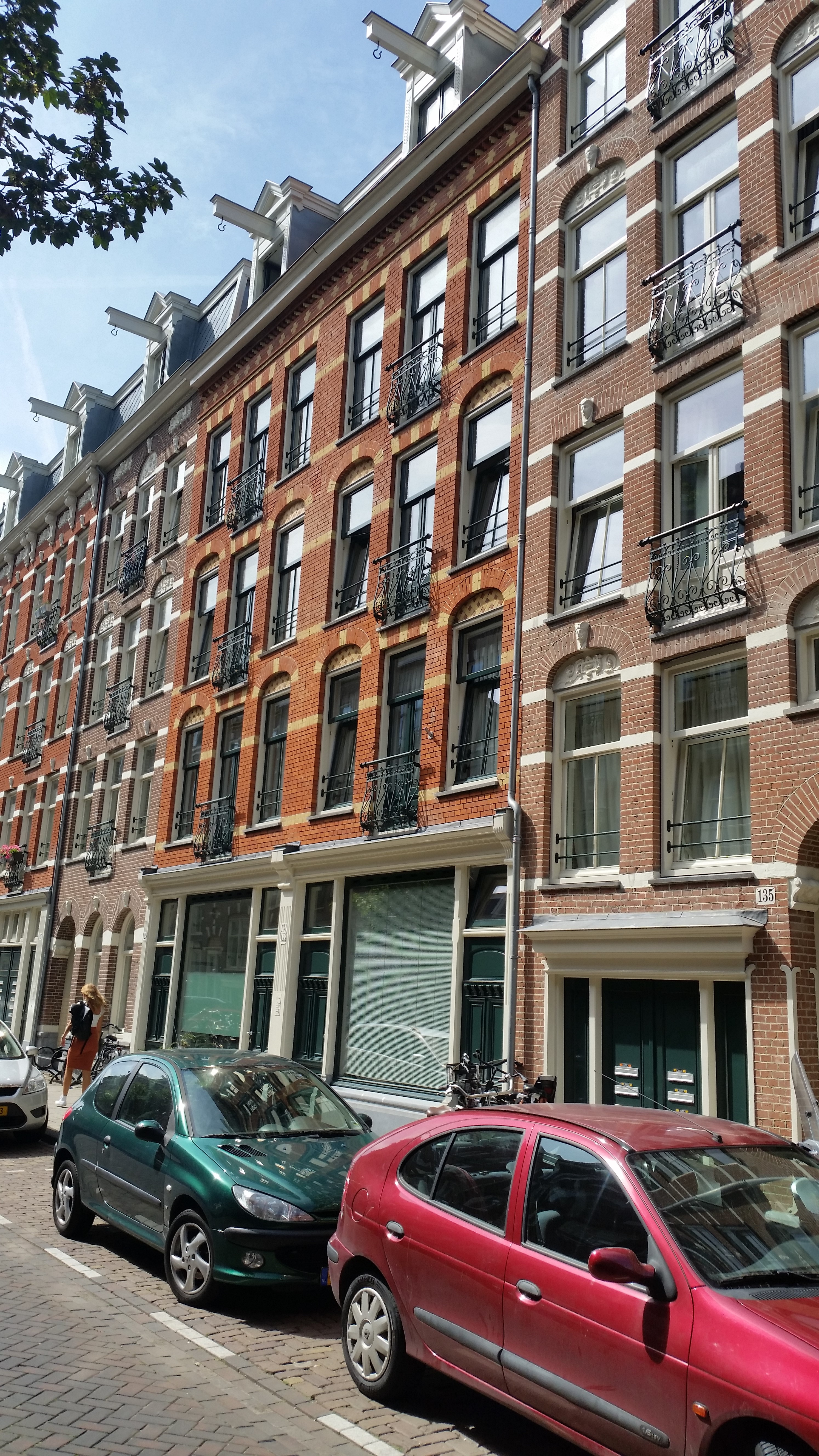
Derde Oosterparkstraat.
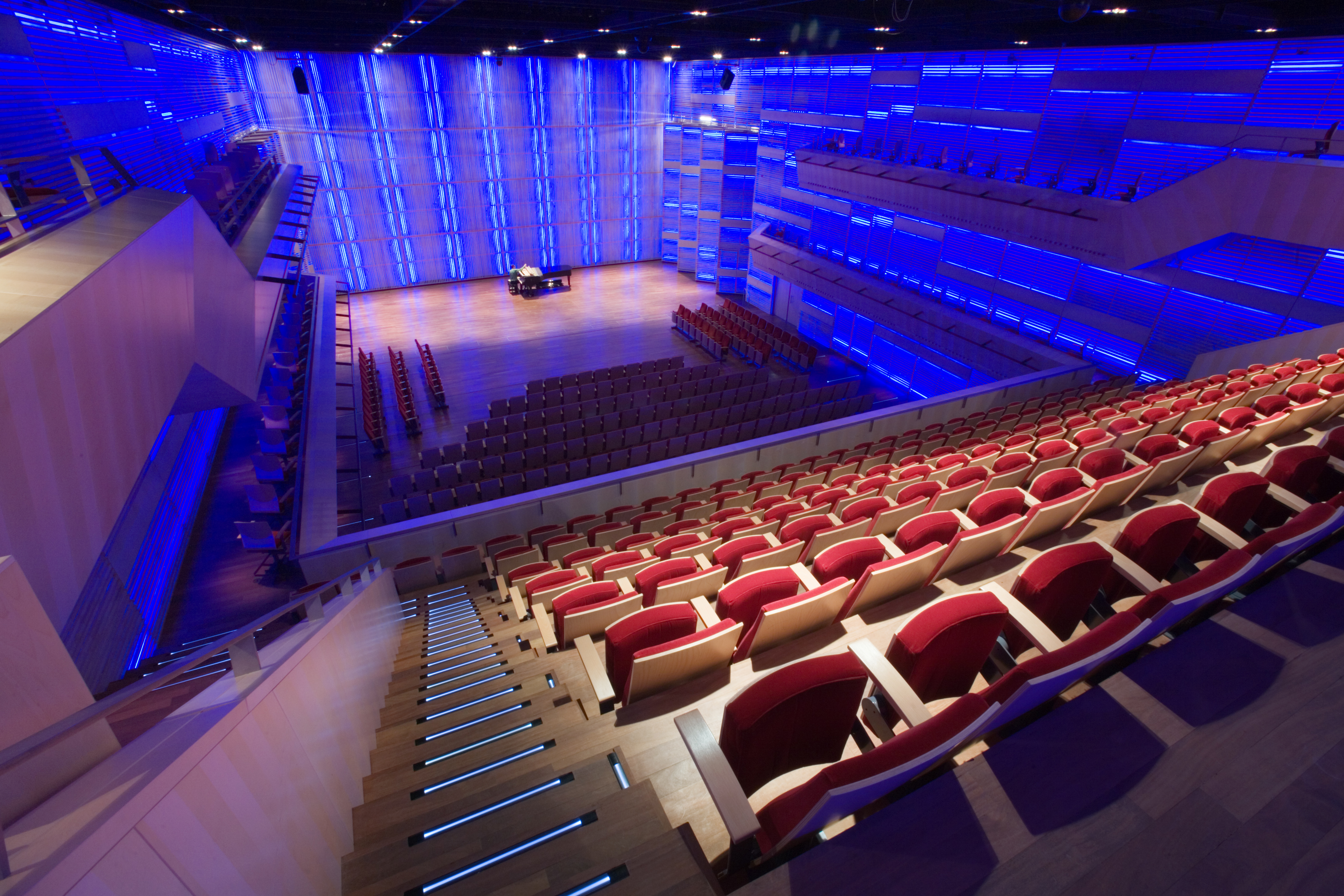
Intérieur du Muziekgebouw aan 't IJ.
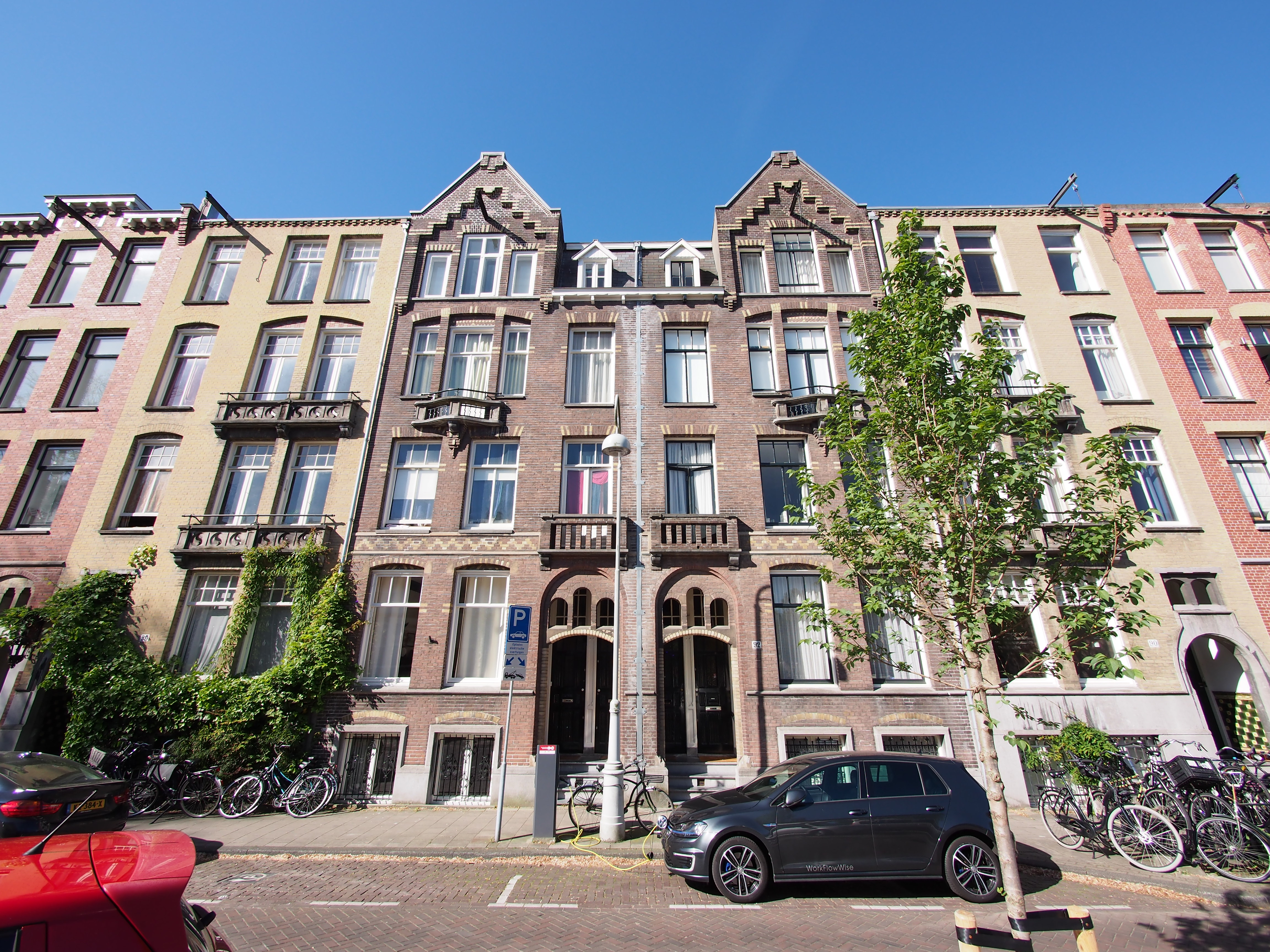
Linnaeusparkweg.

## Personnalités
Sent liées à l'arrondissement les personnalités suivantes :
- Yes-R, rappeur, né à Oost ;
- Sjaak, rappeur, né à Oost ;
- Mimoun Oulad Radi, acteur, né à Oost ;
- Badr Hari, kickboxeur marocain, né à Oost ;
- Oussama Assaidi, footballeur international marocain, grandit à Oost ;
- Mbark Boussoufa, footballeur international marocain, grandit à Oost.